# Baggensstäket

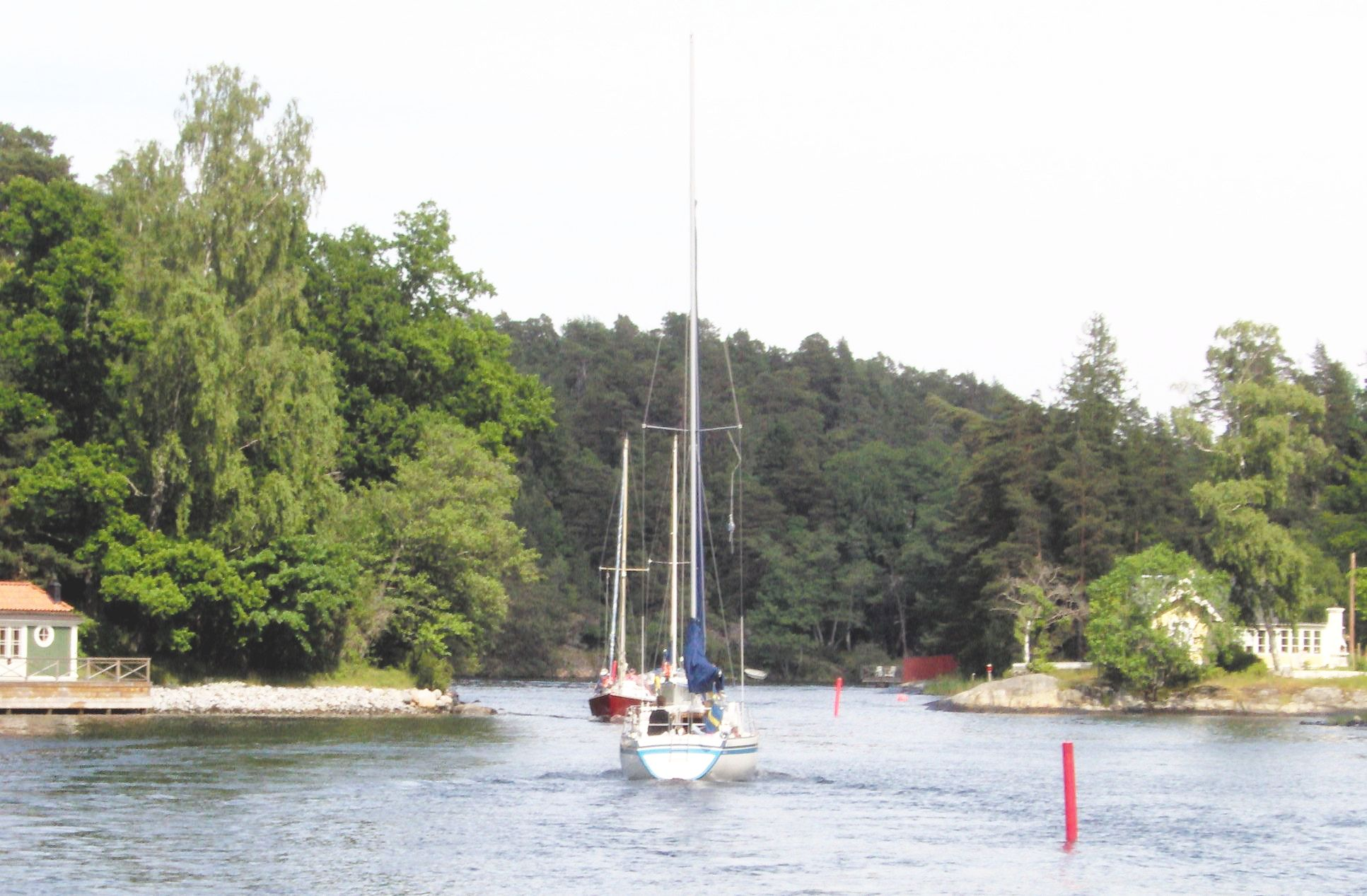
Der Baggensstäk, westlicher Teil, 2005

Baggensstäket (deutsch Der Baggensstäk) (auch Baggarstäket oder Södra stäket) ist ein Sund im Stockholmer Schärengarten. Er befindet sich zwischen Värmdö und dem Festland (der Halbinsel Skogsö). Er stellt eine Fahrrinne zwischen Baggensfjärden und Lännerstasund dar. Die Fahrrinne setzt sich in nördlicher Richtung über den Skurusund bis nach Stockholm fort. Der Sund ist schmal und seicht und kann nur von kleinen Booten passiert werden, die maximal drei Meter Tiefgang haben sollten. Die schmalste Stelle des Sunds, Knapens hål, hat eine Breite von lediglich 20 Metern. An seiner südlichen Seite berührt der Sund teilweise das Naturreservat Skogsö.

## Geschichte

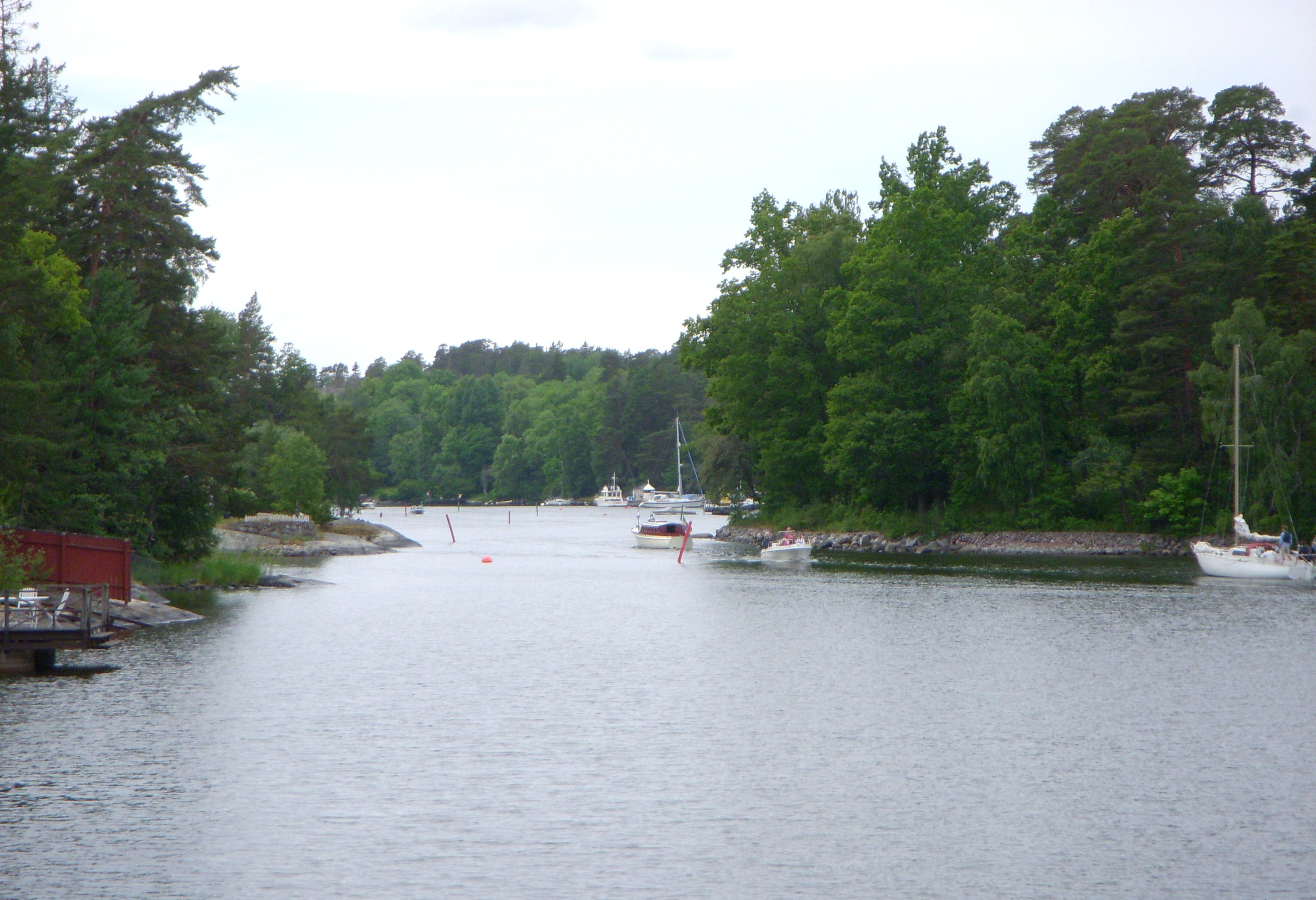
Engste Stelle des Sunds, Blick von Westen, 2011

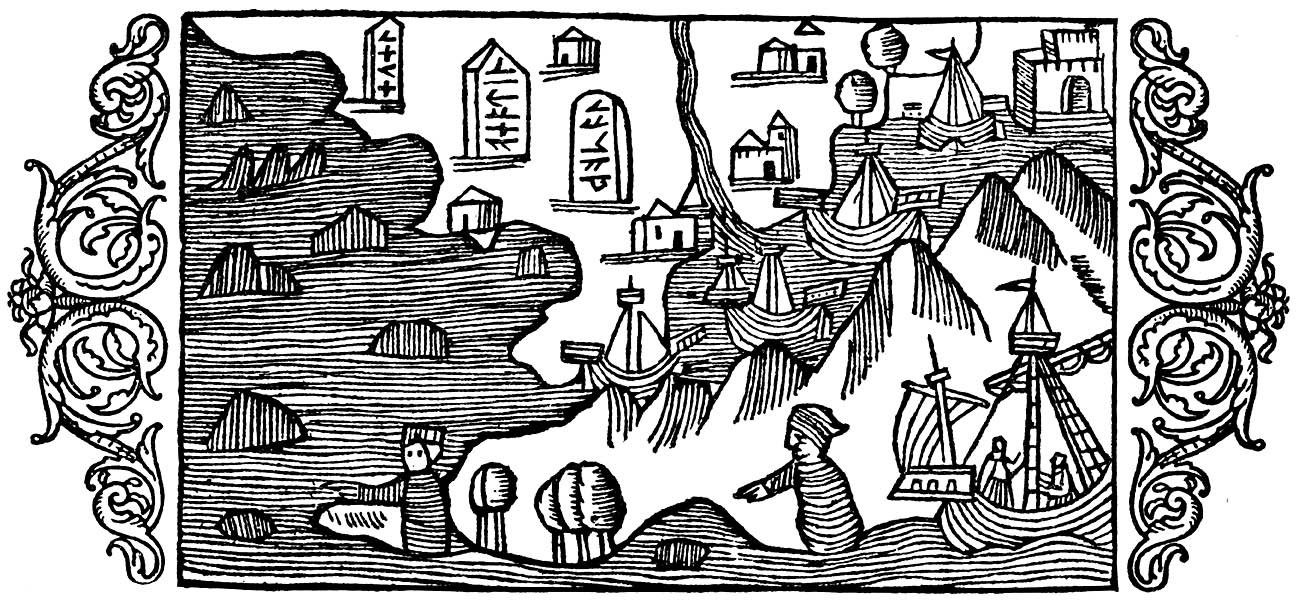
Stockholms Schärengarten mit dem Baggensstäk. Gemalt von Olaus Magnus 1555

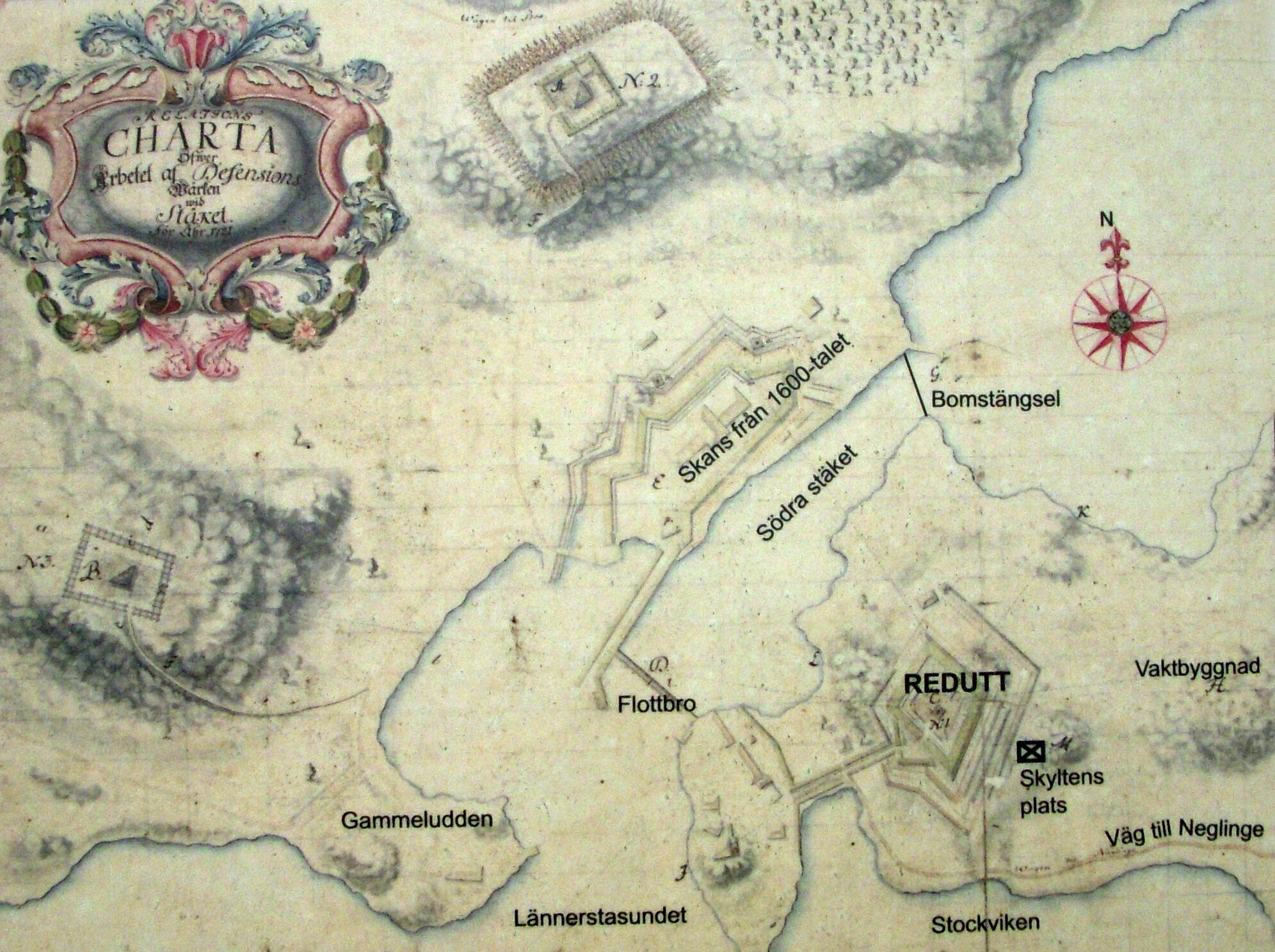
Verteidigungsanlagen von 1721 beim Baggensstäk. Unter anderem mit der Redoute von Stäket.

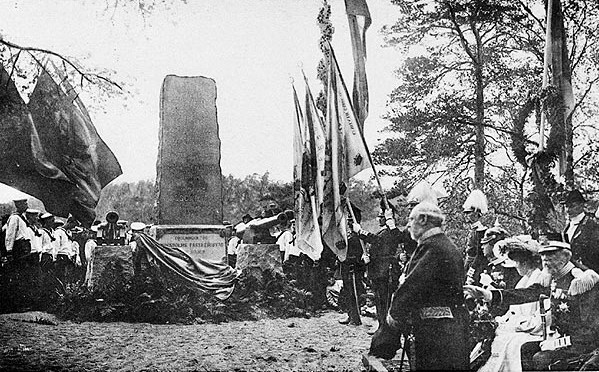
Skogsömonument eingeweiht 1905

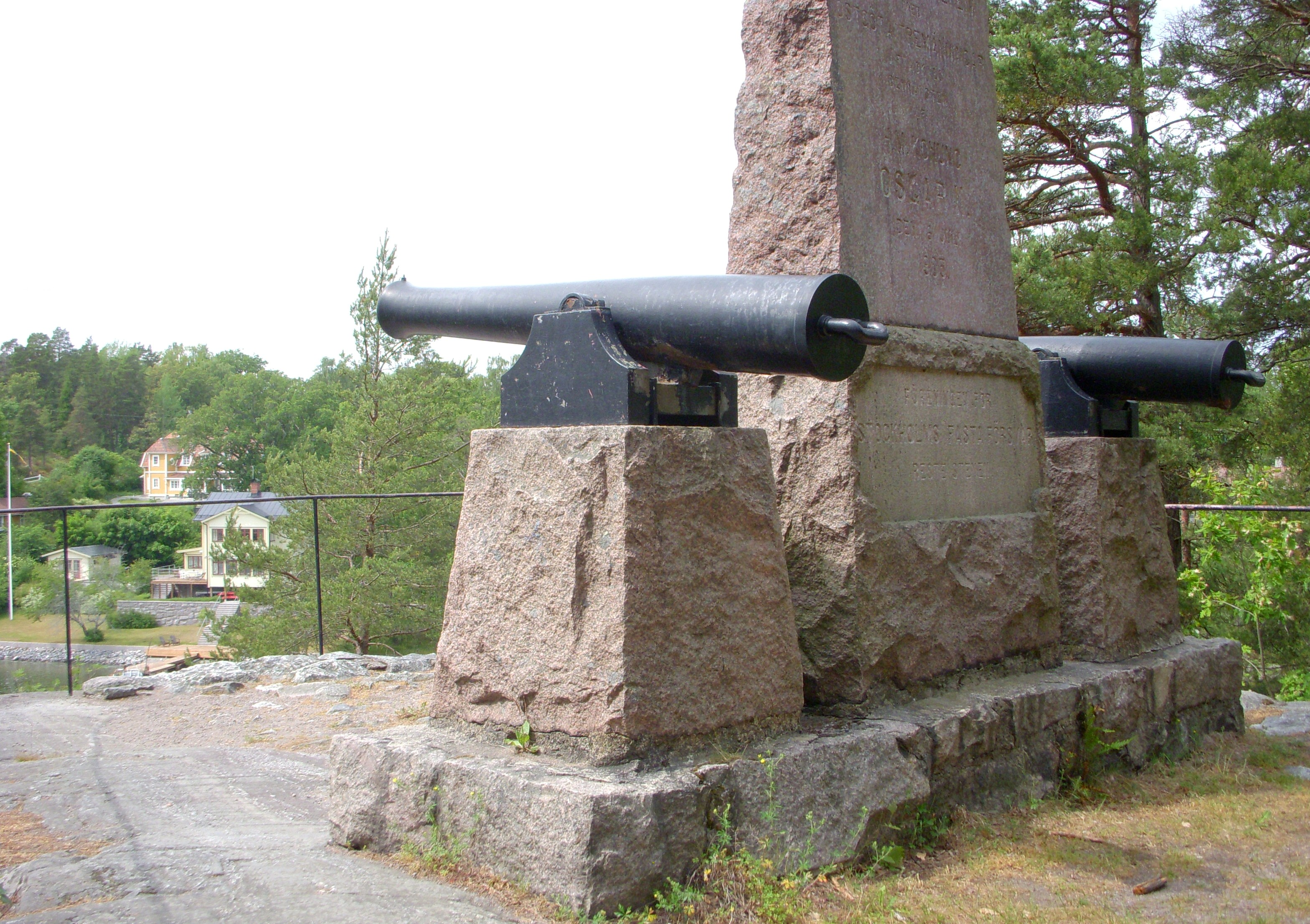
Skogsömonument zum Gedenken an das Gefecht bei Södra Stäket

Der Baggensstäk hieß im Mittelalter Harstäket oder Hargstäket, dies hängt vermutlich mit dem ältesten Namen auf Boo, Hargsö zusammen. Dies war die südliche Fahrrinne zwischen Stockholm und der Ostsee. Ab dem 13. Jahrhundert verlief die Hauptfahrrinne über Baggensstäket, Lännerstaviken, Järlasjön bis nach Hammarby und dann weiter über Lännerstaviken und Skurusund. Der Baggensstäk war bis zum Ende des Mittelalters die Hauptfahrrinne nach Stockholm. Danach erschwerten Landerhöhungen die Seefahrt, ein weiterer Grund war, dass die Schiffe immer größer wurden und folglich auch einen größeren Tiefgang hatten. Wahrscheinlich hat man die Fahrrinne auch noch durch das Einbringen von Unterwasserhindernissen unpassierbar gemacht, wie es bei der Verteidigung Stockholms im gesamten Schärengarten geschehen ist. Es gibt Berichte, dass diese Hindernisse in den Kriegsjahren von 1518 bis 1520 dorthin verbracht wurden. Erst König Gustav Wasa befahl, die Fahrrinne wieder passierbar zu machen.
Der Nachfolger von Gustav Wasa, König Erik XIV., ordnete an, dass alle ausländischen Schiffe in Vaxholm kontrolliert werden sollten und von diesen Zoll zu erheben, für alle Waren, die diese nach Stockholm bringen wollten. Viele Schiffer wollten diese Regelung umgehen und verluden ihre Waren auf kleinere Schiffe und ließen diese durch den Baggensstäk fahren. Auf diese Weise wurde dieser zu einer damals sehr beliebten Schmuggelroute. Der damals noch als Reichsverweser fungierende und spätere König von Schweden, Karl IV., verfügte im Jahr 1602, dass auch im Baggensstäk eine Zollstation eingerichtet werden sollte. Die Station wurde an der schmalsten Stelle des Sunds errichtet. Diese heißt heute Knapens hål, nach dem ersten dort eingesetzten Zollinspektor Olof Knaap. Im Jahr 1680 wurden die Zollstationen von Vaxholm und dem Baggensstäk nach Blockhusudden verlegt.
Der Eigentümer des Gutshauses von Boo, der Architekt Nicodemus Tessin, bot sich an, auf eigene Kosten den Baggensstäk zu vertiefen, wofür er einen Teil der Zolleinnahmen haben wollte. Zu diesem Zweck sollte der Baggensstäk mit schwimmenden Hindernissen versperrt werden, welche die Schiffe nicht passieren konnten. Im Jahr 1704 erhielt er die Genehmigung, sein Vorhaben durchzuführen. Dies geschah unter einem hohen Arbeitsaufwand. Eine alte Quelle berichtet von 90 Gefangenen, 40 Leuten aus Dalarna, 12 Holzfällern, 24 Pferden und Kutschern, die an der Durchführung der Maßnahme beteiligt waren. Im April 1705 waren die Arbeiten abgeschlossen, doch es war Nicodemus Tessin nicht gelungen, den Kanal, auf die von ihm versprochene Tiefe zu bringen.
Über den Baggensstäk kam im Jahr 1710 die letzte große Pestepidemie nach Schweden. Diese wütete dort bis in das Jahr 1714. Ein Boot aus Pärnu in Estland hatte die Infektion an Bord. Als der Schiffer in Erstavikskrogen starb und dort beigesetzt wurde, konnte die Pest im Land Fuß fassen.
Im Jahr 1719 versuchte eine russische Flotte, im Rahmen der Russischen Verwüstungen, nach Stockholm vorzudringen, um dieses einzunehmen. Sie wurden jedoch an der letzten Verteidigungslinie, im Gefecht bei Södra Stäket, von den schwedischen Truppen zurückgeschlagen. Kurze Zeit danach begann man die Schanze bei Stäkets Krog wiederherzustellen. Im Jahr darauf wurde eine  Redoute bei Lilla Stäket und eine Weitere, etwas nördlich davon, auf einem Berg errichtet. Ein weiteres Jahr später, 1721, errichtete man die Stäket-Redoute auf der Skogsö-Seite. Nachdem Frieden geschlossen war, verfielen alle Verteidigungsanlagen, so dass man 1742 bis 1743 an deren Stelle provisorische Befestigungsanlagen errichten musste.
Während des 19. und zu Beginn des 20. Jahrhunderts wurde der Vorschlag gemacht, die Fahrrinne zu verbreitern und zu vertiefen, um auf diese Weise eine bequeme Segelroute südlich von Stockholm zu erhalten. Doch dieser Vorschlag wurde wieder verworfen, da die damit verbundenen Kosten zu hoch erschienen. Als Alternative wurde im Jahr 1893 von der Familie Wallenberg ein etwa ein Kilometer langer Kanal bei Moranviken angelegt.
Im Jahr 1905 wurde von der Stockholmer Vereinigung für feste Verteidigungsanlagen ein Gedenkstein mit zwei Kanonen an der südlichen Seite des Baggensstäk aufgerichtet. Dieser sollte an Die tapferen Retter von Stockholm am 13. August 1719 beim Gefecht von Södra Stäket erinnern.
Zwischen den Jahren 1853 und 1947 hatte das Unternehmen Gustavsbergsbolaget die Aufsicht über den Baggensstäk und für die Unterhaltung der Fahrrinne übernommen. Die Firma sorgte dafür, dass der Verkehr funktionierte, als Gegenleistung erhob diese eine Abgabe, welche Eigner von Fahrzeugen mit großem Tiefgang bezahlen mussten. Ungefähr im Jahr 1870 wurde zu diesem Zweck ein Wachhäuschen errichtet. Von dort aus kassierte die Kanalwache, mit einer Art Kescher, rund um die Uhr die Gebühren. Dies ging bis 1945, als die letzte Kanalwache pensioniert wurde. Der Lotsengesellschaft und später der Seefahrtsgesellschaft wurde 1947 die Aufsicht über dem Kanal übertragen. Im Herbst 1985 wurde der Kanal ausgebaggert und verbreitert und der Kai wurde neu instand gesetzt.